# Fridrich Orbán
Fridrich Orbán, Urban Fridrich (1690 körül – Körmöcbánya, 1758. november 22.) ferences rendi szerzetes.

## Élete
Több kolostorban is szolgált, 1724-1726 között Eperjesen, 1728-1730 között Hlohovecen, 1737-1741 között és 1747-ben Körmöcbányán, 1745-1750 között Poroszországban. A rend történetírója és a körmöcbányai rendház vezetője volt. 

## Munkája
Historia seu compendiosa descriptio provinciae Hungariae ordinis minorum S. P. Francisci strictioris observantiae, militantis sub gloriosissimo titulo Sanctissimi Salvatoris authoritate Nicolai V. pontificis maximi olim a Savo Hungariae fluvio ad Scythiam usque et mare Tartaricum extensae in duas partes divisa, continens ortum et progressum ejusdem conventuumq; ac residentiarum in quibus hodie fratres altissimo famulantur. Cassoviae, 1759. Két kötet.